# Esfandiariomyces insignis
Esfandiariomyces insignis — вид грибів, що належить до монотипового роду Esfandiariomyces.